# خوان إجليسياس سانتوس
خوان إجليسياس سانتوس قانوني إسباني (لاس ڤيجياس، سلامنكا، 2 أغسطس 1917 - مدريد، 3 مايو 2003) قانوني إسباني، أستاذ جامعي في القانون الروماني.

## حياته الشخصية
متزوج من "كارمن ريدوندو مونيثيو" (سلامنكا 1921 - مدريد 2010)، انجب أحد عشرة ابناً. تخرج في كلية الحقوق من جامعة سلامنكا في السابعة عشر، بدأ كأستاذ في القانون الروماني بعد عام واحد.
في عام 1940 انتقل إلى مدريد، وفي جامعتها حصل علي الدكتوراه. في عام 1942 حصل علي منصب أستاذ جامعي في القانون الروماني في جامعة أوفيدو، التي شغلها لاحقاً في جامعات سلامنكا (1943-1948) و برشلونة (1948-1953)، لينتقل في النهاية إلى مدريد، وفي جامعتها كومبلوتنسي.
استمر في مهامه التدريسية حتى تقاعده في عام 1985. بالإضافة إلي ذلك، كان استاذ في الجامعة البابوية في كوميلاس وفي كلية سان بابلو-سي إي يو الجامعية في مدريد.